# Symbrenthia batjana
Symbrenthia batjana är en fjärilsart som beskrevs av Hans Fruhstorfer 1900. Symbrenthia batjana ingår i släktet Symbrenthia och familjen praktfjärilar. Inga underarter finns listade i Catalogue of Life.